# Micropterix rothenbachii
Micropterix rothenbachii là một loài bướm đêm thuộc họ Micropterigidae. Nó được Frey mô tả năm 1856. Nó được tìm thấy ở Ý, Sicilia, Áo, Đức, Thụy Sĩ, Croatia và Slovenia.
Chiều dài cánh trước khoảng 3.6–4.6 mm đối với con đực và 4.5–5 mm đối với con cái.